# Bartha László (festő)
Bartha László (Kolozsvár, 1908. augusztus 5. – Kőszeg, 1998. január 5.) Kossuth-díjas magyar festőművész, könyvillusztrátor és díszlettervező. Művészeti pályáján nyomon kísérhetjük a 20. század nagy változásait, fordulatait, a hagyományos posztnagybányai festői látásmódtól eljutott az absztrakt, lírai, költői absztrakt felfogásig.

## Életútja
Édesapja katonatiszt volt. Felsőfokú tanulmányait Budapesten a Magyar Képzőművészeti Főiskolán végezte 1926 és 1933 között. Mestere Benkhard Ágost volt. 1937-38-ban a Római iskola ösztöndíjával Olaszországba ment tapasztalatokat szerezni. Az 1940-es évek elején pár évet szülőföldjén, Kolozsvárt és Székelyvarságon alkotott. 1946-48 között a francia kormány ösztöndíjasaként Franciaországba jutott ki tanulmányútra, amelyet később több évben is megismételt, egy-egy alkalommal néhány hónapos utat tett (1960, 1962, 1967, 1972). Többször megfordult a nagybányai örökséget is áthagyományozó Miskolci Művésztelepen. 1950-52 között restaurátori tevékenységet folytatott a magyarországi Múzeumok és Műemlékek Országos Központjának munkatársaként. 1955 és 1968 közt Tihanyban, 1968-tól haláláig Kőszegen élt és alkotott.

## Munkássága
Festményeit a korai időszakban a lírai realizmus jellemezte, az 1960-as évektől a lírai alaphang mellett motívumkincse, motívumegyüttesei gazdagabbá váltak, térbeli ritmusokkal, ritmusképletekkel jelentkezett, fokozatosan felcsatlakozott a posztmodern és a lírai absztrakt vonulathoz. Folyamatosan megmérette magát mind egyéni, mind csoportos kiállításokon. 1945-ig a KÉVE, a Nemzeti Szalon, a Szinyei Merse Pál Társaság és a KÚT kiállításain szerepelt. 1948 után származása miatt mellőzték, 1955-ben kizárták a Magyar Képzőművészek és Iparművészek Szövetségéből, de 1957-től már rendszeresen részt vett a korban szokásos országos és csoportos kiállításokon, számos európai ország kiállításaira is eljutott.
Az Esti kocsikázás c. festménye hozta meg számára az első nagyobb sikert, e képet a KUT téli tárlatán 1935-ben állították ki. Az Erdélyben festett tájképei, erdei emberek életképei a Szinyei Merse Pál Társaság elismerését váltották ki, elnyerte a társaság nagydíját (1942). A párizsi művészvilággal való találkozása a modern festészeti irányzatok felé terelte érdeklődését, a multikulturális világváros nem volt idegen az Erdélyből származó festőnek. Franciaországban találkozott például a kubista Georges Braque-kal és a futurista Gino Severinivel. Eredetiben tanulmányozta Van Gogh, Matisse, Picasso és mások munkáit.
Bartha képei leginkább külföldön találtak vevőkre, de hazánkban is őriz tőle képeket a budapesti Magyar Nemzeti Galéria, a székesfehérvári Szent István Király Múzeum, a pécsi Janus Pannonius Múzeum, a kaposvári Rippl-Rónai Múzeum, a Kecskeméti Képtár és a Szombathelyi Képtár. Majd harminc évnyi kőszegi hagyatéka Vas megyében maradt.
A könyvillusztrálásnak is kiváló mestere volt, a magyar és a világirodalom számos klasszikusának kötetét díszíti az ő tollrajz és gouache illusztrációsorozata, köztük Áprily Lajos: Jelentés a völgyből. (Budapest, 1965.); Babits Mihály: Halálfiai. (Budapest, 1972.); François Villon: Összes versei. (Budapest, 1979.); Thomas Mann: Válogatott elbeszélések. (Budapest, 1974.)
Magyar- és külföldi klasszikus drámák előadásaihoz tervezett színházi díszleteket, köztük John Osborne: A komédiás (Katona József Színház, Budapest, 1958); Arthur Miller: Pillantás a hídról (Petőfi Színház, Veszprém, 1961); Szigligeti Ede: Liliomfi (Petőfi Színház, Veszprém, 1961); Friedrich Dürrenmatt: Fizikusok. (Nemzeti Színház, Miskolc, 1966); Németh László: Az írás ördöge (Nemzeti Színház, Szeged, 1970); Sarkadi Imre: Kőműves Kelemen (Petőfi Színház, Veszprém, 1974).

## Kiállításai (válogatás)[4]

### Egyéni kiállítások
- 1942 • Ernst Múzeum, Budapest
- 1947 • Galerie Guenegaud, Párizs
- 1948 • Fényes Adolf Terem, Budapest (katalógus)
- 1958 • Csók Galéria, Budapest (katalógus)
- 1960, 1962 • Galerie du Passeur, Párizs
- 1965 • Csók Galéria, Budapest
- 1967 • Janus Pannonius Múzeum, Pécs (katalógus)
- 1968 • Savaria Múzeum, Szombathely
- 1970 • Petőfi Irodalmi Múzeum, Budapest (kat.)
- 1971 • Csók Galéria, Budapest • La Galerie, Párizs • Medgyessy Terem, Debrecen
- 1973 • Helikon Galéria, Budapest • Savaria Múzeum (kat.), Szombathely
- 1974 • Műcsarnok, Budapest
- 1975 • Maison de la Culture, Bukarest
- 1976 • Künstlerhaus, Graz • Guggenheim Gallery, London
- 1978 • Tihanyi Múzeum, Tihany • Helikon Galéria, Budapest (kat.)
- 1980 • Vigadó Galéria, Budapest
- 1982 • Pécsi Galéria, Pécs
- 1983 • Schlossgalerie, Detmold (Német Szövetségi Köztársaság) • Korunk Galéria (katalógus), Kolozsvár
- 1985 • Műcsarnok, Budapest • Jurisicsóvár, Kőszeg
- 1988 • Szombathelyi Képtár, Szombathely • Miskolci Galéria, Miskolc
- 1989 • Vigadó Galéria, Budapest
- 1990 • Modern M., Ljubljana
- 1992 • Al Galerie, Stuttgart
- 1993 • Al Galerie, Stuttgart • Ernst Múzeum, Budapest (gyűjteménye katatalógus)
- 1998 • Vigadó Galéria, Budapest • Szombathelyi Képtár, Szombathely.

### Csoportos kiállítások
- 1938 • Palazzo Falconieri, Róma
- 1948 • Musée d'Art Modern, Brüsszel
- 1949 • Varsó • Krakkó
- 1958 • Antwerpen
- 1961 • Museum Rath, Genf • Helsinki
- 1964 • Gircolo delle Arti, Locarno
- 1965 • Helsinki • Österreich Haus, Bécs
- 1966 • Petit Palais, Párizs
- 1967 • Royal Institute Gallery, London • Újdelhi • Varsó
- 1968 • Folkwang Museum, Essen • Limburg
- 1969 • São Pauló-i Biennálé • M. Grinaldi, Cagnes-sur-Mer
- 1969, 1971 • Landes Galerie, Eisenstadt
- 1972 • 26e Salon des Réalités Nouvelles, Párizs
- 1973 • Modern Művészet Múzeum, Belgrád
- 1979 • Landesgalerie, Eisenstadt
- 1980 • Künstlerhaus, Graz
- 1985 • Art Expo, Palais des Congrés, Montrèal
- 1986 • Taidemuseo, Pori (FIN) • Magyar Intézet, Párizs • Salle de Flore, Dijon
- 1987 • Galerie der Künstler, München.

### Posztumusz kiállítások
- In memoriam (Szombathelyi Képtár, 1998)
- 100 éve született Bartha László – emlékkiállítás (Szombathelyi Képtár, 2008)
- Bartha László kiállítása (AL Galéria, 2008)
- Bartha László kiállítása (Vitalitas Galéria, Szombathely, 2009)
- „Az én múzeumom” – kiállítás Barna Sándor bőrdíszműves gyűjteményének muzeális értékű darabjaiból, további kiállító művészek Csók István, Bartha László, Rudnay Gyula, Perlmutter Izsák, Orbán Dezső, Halápy János, Schéner Mihály, Frey Krisztián (Symbol Art Galéria, Budapest, 2010)

## Levelezése
- A színek mestere. Bartha László festőművész és illusztrátor levelezéséből. Bartha László levelei első feleségének, Karácsonyi Irénnek és lányának, Bartha Ágnesnek; összeáll., jegyz., bev. Dudás Barbara; BTK Művészettörténeti Intézet, Budapest, 2021

## Díjak, elismerések
- Szinyei Merse Pál Társaság nagydíja (1942);
- Egry-díj (1962);
- Munkácsy-díj (1963);
- Nemzetközi Biennálé díja (Muraszombat, 1971);
- Egri Akvarellbiennálé díja (1972);
- Nemzetközi Biennálé fődíj (Muraszombat, 1973);
- Érdemes művész (1975);
- Kiváló művész (1984);
- Kossuth-díj (1993).